# Ефет, Алон
Алон Ефет (ивр. אלון יפת‎; род. 1 сентября 1972, Нетания, Центральный округ) — израильский футбольный судья.

## Биография
Арбитр ФИФА с 2001 года. Помимо работы в чемпионате Израиля по футболу, привлекался к матчам чемпионата Кипра, где отсудил две игры.
Также работал на матчах отборочных и финальных стадий еврокубковых турниров. Является первым израильским арбитром, назначенным на матчи группового этапа Лиги чемпионов УЕФА. 2 ноября 2005 он отсудил матч между бельгийским «Брюгге» и австрийским «Рапидом» (3:2), в котором показал 6 жёлтых карточек. 6 ноября 2007 года вновь был назначен на матч Лиги чемпионов между «Валенсией» и «Русенборгом», показал два предупреждения.
На уровне юношеских и молодёжных сборных принимал участие в чемпионате Европы U-16 (2001 год), чемпионате Европы U-19 (2004 год) и чемпионате Европы среди молодёжных команд (2006 год).
На уровне первых сборных дебютировал 29 марта 2003 года в товарищеском матче между сборными Португалии и Бразилии. Всего в матчах между сборными категории «А» провёл 19 матчей и является лидером по этому показателю среди израильских судей. Был участником квалификационных турниров четырёх чемпионатов Европы и четырёх чемпионатов мира. Последний международный матч отсудил в 2017 году.